# Epiteti dei teologi
Era consuetudine nel Medioevo, e più precisamente durante il periodo della teologia scolastica, attribuire a rinomati maestri in teologia degli epiteti, che indicavano la caratteristica principale o la dignità del pensiero del teologo. Tale consuetudine tende a scomparire nell'età moderna. L'elenco seguente, suddiviso in teologi e canonisti, riporta in ordine alfabetico il titolo che la tradizione ha assegnato al teologo, la sigla dell'ordine religioso (se egli vi apparteneva) e l'anno della morte.

## Teologia
- Doctor Abstractionum: Francesco di Mayronis OFM 1325
- Doctor Acutissimus: Sisto IV 1484
- Doctor Acutus: Gabriel Vázquez SJ 1604
- Doctor Admirabilis: Jan van Ruusbroec 1381
- Doctor Amoenus: Robert Cowton OFM 1340
- Doctor Angelicus: san Tommaso d'Aquino OP 1274
- Doctor Arca testamenti: sant'Antonio di Padova OFM 1231
- Doctor Authenticus: Gregorio da Rimini OSA 1358
- Doctor Averroista et philosophiae parens: Urbano OSM 1403
- Doctor Beatus et fundatissimus: Egidio Romano OSA 1316
- Doctor Bonus: Walter Burley OFM 1310
- Doctor Christianus: Nicola Cusano 1464
- Doctor Clarus: Louis de Montesinos 1621
- Doctor Clarus ac subtilis: Dionigi di Cîteaux secolo XV
- Doctor Collectivus: Landolfo Caracciolo OFM, 1351
- Doctor Columna doctorum: Guglielmo di Champeaux OSB 1121
- Doctor Communis: san Tommaso d'Aquino OP 1274
- Doctor Contradictionum: Johann Wessel 1489
- Doctor doctorum Scholasticus: Anselmo di Laon 1117
- Doctor Difficilis o Supersubtilis: Giovanni da Ripa  OFM secolo XIV
- Doctor Dulcifluus: Antonius Andreas (Antoine Andre) OFM 1320
- Doctor Ecstaticus: Dionigi di Rijkel, il Certosino 1471, Meister Eckhart e Jan van Ruusbroec
- Doctor Eminens: Giovanni de Matha 1213
- Doctor Emporium theologiae: Lorenzo Gervais OP 1483
- Doctor Evangelicus: John Wyclif 1384; sant'Antonio di Padova 1231
- Doctor Excellentissimus: Antonio Corsetti 1503
- Doctor Eximius: Francisco Suárez SJ 1617
- Doctor Facundus: Pietro Aureolo OFM 1322
- Doctor Famosissimus: Pietro Alberti OSB 1426
- Doctor Famosus: Bertrand de La Tour OFM 1334
- Doctor Fertilis: Pietro di Candia OFM secolo XV
- Doctor Flos mundi: Maurice O'Fihely OFM 1513
- Doctor Fundamentalis: Giovanni Faber di Bordeaux 1350
- Doctor Fundatissimus: Egidio Romano 1316; Guglielmo Hessels van Est 1613
- Doctor Fundatus: Guglielmo di Ware OFM 1270
- Doctor Humilitate: Pedro de San José de Bethencourt OFB 1667
- Doctor Illibatus: Alessandro Alamannicus OFM secolo XV
- Doctor Illuminatus: Francesco di Mayronis OFM 1325-27; Raimondo Lullo OFM 1315
- Doctor Illuminatus et sublimis: Giovanni Taulero OP 1361
- Doctor Illustratus: Francesco Piceno OFM secolo XIV
- Doctor Illustris: Adamo di Marsh OFM 1308
- Doctor Inclytus: Guglielmo Mackelfield OP 1300
- Doctor Ingeniosissimus: Andrea di Newcastle OFM 1300
- Doctor Inter Aristotelicos Aristotelicissimus: Aimone di Faversham OFM 1244
- Doctor Invincibilis: Pietro Tommaso OFM secolo XIV
- Doctor Irrefragabilis: Alessandro di Hales OFM 1245
- Doctor Magister Sententiarum: Pietro Lombardo 1164
- Doctor Magnus: Alberto Magno OP 1280; Gilbert di Citeaux O. Cist. 1280
- Doctor Marianus: Anselmo di Canterbury OSB 1109; Duns Scoto OFM 1308
- Doctor Mellifluus: Bernardo di Chiaravalle O. Cist. 1153
- Doctor Mirabilis: Antonio Pérez SJ 1649; Ruggero Bacone OFM 1294
- Doctor Moralis: Gerard Eudo OFM 1349
- Doctor Notabilis: Pierre de l'Ile OFM secolo XIV
- Doctor Ordinatissimus: Giovanni de Bassolis OFM 1344
- Doctor Ornatissimus et sufficiens: Pietro di Aquila OFM 1344
- Doctor Pacificus (Proficuus, Imaginativus): Nicolas Bonet OFM 1343
- Doctor Parisiensis: Guy de Perpignan O. Carm. 1342
- Doctor Planus et utilis: Niccolò di Lira OFM 1340
- Doctor Praeclarus: Pietro di Kaiserslautern O. Praem. 1330
- Doctor Praestantissimus: Tommaso Netter di Walden O. Carm. 1431
- Doctor Profundissimus: Paolo Veneto OSA 1428; Gabriel Biel 1495; Juan Alfonso Curiel OSB 1609
- Doctor Profundus: Tommaso Bradwardine 1349
- Doctor Rarus: Hervaeus Natalis 1323
- Doctor Refulgidus: Alessandro V 1410
- Doctor Resolutissimus: Guglielmo Durando di San Porciano OP 1334
- Doctor Resolutus: Giovanni Bacone O. Carm. 1346
- Doctor Scholasticus: Anselmo di Laon; Pietro Abelardo, 1142; Gilberto di Poitiers, 1154; Pietro Lombardo, 1164; Pietro di Poitiers, 1205; Ugo di Newcastle OFM 1322
- Doctor Scotellus: Antonius Andreas, Pietro di Aquila, Stephanus Brulefer
- Doctor Seraphicus: san Bonaventura da Bagnoregio OFM 1274
- Doctor Singularis et invincibilis: Guglielmo di Ockham OFM 1347
- Doctor Solemnis: Enrico di Gand 1293
- Doctor Solidus Copiosus: Richard Middleton OFM 1300
- Doctor Speculativus: Giacomo da Viterbo OSA 1307
- Doctor Sublimis: Francis de Bachone O. Carm. 1372; Jean Courte-Cuisse 1425
- Doctor Subtilis: Duns Scoto OFM 1308
- Doctor Subtilissimus: Pietro di Mantova secolo XIV
- Doctor Succinctus: Francesco di Ascoli 1344.
- Doctor Universalis: Alano di Lilla 1202; Alberto Magno 1280; Gilbert Universalis 1134
- Doctor Venerabilis et Christianissimus: Jean Gerson 1429
- Doctor Venerandus: Goffredo di Fontaines 1306
- Doctor Vitae Arbor: Giovanni Wallensis OFM 1300
- Doctor Zelantissimus: sant’Alfonso Maria de' Liguori C. SS. R. 1787

## Diritto canonico
- Doctor Aristotelis Anima: Giovanni Dondi dell'Orologio 1380
- Doctor a Doctoribus: Antonio Francesco 1528
- Doctor Fons Canonum: Giovanni d'Andrea 1348
- Doctor Fons Juris Utriusque: Enrico da Susa 1281
- Doctor Lucerna Juris: Baldo degli Ubaldi 1400
- Doctor Lucerna Juris Pontificii: Nicolò de' Tudeschi OSB 1445
- Doctor Lumen Juris: Clemente IV 1268
- Doctor Lumen Legum: Irnerio secolo XIII
- Doctor Memoriosissimus: Ludovico Pontano 1439
- Doctor Monarcha Juris: Bartolomeo da Saliceto 1412
- Doctor Os Aureum: Bulgaro 1166
- Doctor Pacificus (Proficuus): Nicola Bonet OFM 1360
- Doctor Pater Decretalium: Gregorio IX 1241
- Doctor Pater et Organum Veritatis: Innocenzo IV 1254
- Doctor Pater Juris: Innocenzo III 1216
- Doctor Pater Peritorum: Pierre de Belleperche 1307
- Doctor Planus ac Perspicuus: Walter Burley 1337
- Doctor Princeps Subtilitatum: Francesco Accolti 1486
- Doctor Speculator: Guglielmo Durand 1296
- Doctor Subtilis: Benedict Raymond 1440; Filippo Corneo 1462
- Doctor Verus: Tommaso Doctius 1441